# Kościół Ewangelicko-Metodystyczny w Gliwicach
Kościół Ewangelicko-Metodystyczny – ewangelicko-metodystyczny kościół parafialny należący do okręgu południowego. 
Świątynia znajduje się w ciekawym stylowo narożnym budynku, wzniesionym w 1899 roku w stylu historyzmu, z dodatkiem detali lub elementów neobarokowych. Budowla jest murowana, nieotynkowana (oprócz drugiej kondygnacji), podpiwniczona, nakryta dachem łamanym z kilkoma połaciami, z dość wysokim przyziemiem i z użytkowym poddaszem albo jego częścią.
Najbardziej interesująca jest druga kondygnacja, ze względu na swoje unikalne cechy. Posiada narożną wieżyczkę zakończoną baniastym dachem hełmowym nawiązującym do stylu barokowego. Patrząc na wspomnianą wyżej wieżyczkę, widz ma wrażenie, jakby była podtrzymywana przez wachlarz. Oprócz wymienionych niektórych detali i cech architektonicznych budowli, uwagę może przyciągnąć także konstrukcja drugiej kondygnacji, którą jest tzw. mur pruski, a być może przez architektów nazywany właściwie tzw. pseudo-murem pruskim, który jest umieszczony nad całym korpusem budynku, a także tzw. wiatrołapu.
“Wiatrołap” jest poprzedzony drewnianą konstrukcją (zapewne pełniącą taką samą funkcję, co tzw. wiatrołap) w kształcie daszku podtrzymującego cienkie frezowane kolumienki, z łukami między nimi i z ozdobnymi kulistymi “sterczynami”. 
Obecnie w budowli mieści się, oprócz kościoła, także szkoła językowa prowadzona przez kościół ewangelicko-metodystyczny.